# Блайнд Гардиън
Блайнд Гардиън (Blind Guardian) e метъл група, създадена в Крефелд, Германия в средата на 1980-те години.

## История
Немска пауър, епик и мелодична метъл група, основана в Германия от трима – Hansi Kürsch, Thomen Stauch и Andre Olbrich.
Преди да нарекат групата си Blind Guardian през 1986 г. и 1987 г. те издават две демо-песни под името Lucifer's Heritage.
От самото начало Blind Guardian се вдъхновяват от фантастичните светове, описани от Джон Р. Р. Толкин и други фентъзи-автори (Робърт Джордан, Тад Уилямс и др.), както и от някои стари епически произведения. Албумът Nightfall in Middle-Earth, който излиза през 1998 г. е базиран изцяло върху книгата „Силмарилион“ на Дж. Толкин, а в последвалия го през 2002 г. A Night at the Opera е включена песента And Then There Was Silence, разказваща за Троянската война.
Характерна за Blind Guardian е сложна и разнообразна музика, често съчетаваща power metal елементи със симфонични и оркестрални части. В музиката от по-ранните им години преобладават бързите и технични изпълнения на китара, които са характерни за спийд метъла, докато в по-късните им албуми се появяват оркестрални партии и елементи често намирани в прогресив и симфоник метъла. Текстовете са силни и епични.
Интересен е и съвместният проект на вокалиста Hansi Kürsch с китариста на Iced Earth – Demons & Wizards, притежаващ по нещичко от стила и на двете групи.

## Състав
- Ханси Кюрш – вокали (1985-) и бас (1985 – 1997)
- Андре Олбрих – Lead & Rhythm Guitar (1985-)
- Маркус Зипен – Rhythm & Lead Guitar (1987-)
- Фредерик Емке – барабани (2005-)

### Други участници
- Оливър Холцварт – бас (тернета/студио) (1997-)
- Матиас Вайснер – клавирни (студио) (1990-)
- Михаел Шурен – клавирни (на живо) и роял (студио) (1998-)
- Ролф Колер, Томас Хакман, Олаф Зенкбейл, Били Кинг – вокален съпровод (1990-)

## Дискография

### Като „Lucifer's Heritage“
- Symphony of Doom (Демо, 1985)
- Battalions of Fear (Демо, 1986)

### Като „Blind Guardian“
- Battalions of Fear (1988)
- Follow the Blind (1989)
- Tales from the Twilight World (1990)
- Somewhere Far Beyond (1992)
- Imaginations From the Other Side (1995)
- Nightfall in Middle-Earth (1998)
- A Night at the Opera (2002)
- A Twist in the Myth (2006)
- At The Edge Of Time (2010)
- Beyond the Red Mirror (2015)
- Twilight Orchestra - Legacy Of The Dark Lands (2019)
- The God Machine (2022)

### Сингли, компилации и концертни издания
- Tokyo Tales (На живо, 1993)
- A Past and Future Secret (Сингъл, 1995)
- The Forgotten Tales (Компилация, 1996)
- Mr. Sandman (Сингъл, 1996)
- Mirror Mirror (Сингъл, 1998)
- And then there was Silence (Сингъл, 2001)
- Live (На живо, 2003)
- The Bard's Song (In the Forest) (Сингъл, 2003)
- Imaginations Through the Looking Glass (DVD, 2004)
- Fly (Сингъл, 2006)
- Another Stranger Me (Сингъл, 2007)
- A Voice In The Dark (Сингъл, 2010)